# Білоусова Євгенія Миколаївна
Білоусова Євгенія Миколаївна (нар. 21 серпня 1986, Таллінн) — українська мистецтвознавець, директорка Галереї «НЮ АРТ».

## Біографія
Народився 21 серпня 1986 року у місті Таллінн, Естонія. 2008 року закінчила НАКККіМ по спеціальності мистецтвознавець-експерт. 2011 року закінчила Університет «КРОК» по спеціальності економіка підприємства.

## Наукова діяльність, творчість
Вивчає українське образотворче мистецтво XX—XXІ століття, займається проведенням художніх виставок в якості куратора. 
Куратор виставок "Дмитро Нагурний. Погляд"  (Галерея НЮ АРТ, 2023), "Сергій Шишко. Живописний щоденник. У тенетах часу" (НМ "Київська картинна галерея", 2024) та однойменного альбому.